# Cocomelon
Cocomelon (estilizado como CoComelon) é um canal americano do YouTube de propriedade da empresa britânica Moonbug Entertainment e mantido pela empresa americana Treasure Studio. Cocomelon é especializada em vídeos de animação 3D de cantigas de roda e suas próprias canções infantis originais.

## Conteúdo
Os vídeos do Cocomelon apresentam crianças, adultos e animais que interagem entre si no dia a dia. As letras aparecem na parte inferior da tela da mesma forma em todos os dispositivos. Em 2020, a Treasure Studio adicionou o conteúdo do Cocomelon a Netflix, Roku e Hulu. A empresa também oferece música por meio de serviços populares de streaming. O conteúdo do YouTube consiste em vídeos musicais independentes, compilações e transmissões ao vivo.

## História

### Vídeos

#### checkgate, também conhecido como ThatsMeOnTV.com (2006–2013)
Em 1º de setembro de 2006, o Cocomelon foi criado no YouTube para fornecer educação e entretenimento gratuitos para o fundador do Cocomelon, Jay Jeon, sua esposa e seus filhos. Na época conhecido como "checkgate", o canal lançou duas versões da música do alfabeto no YouTube em seu primeiro dia. O canal lançou seu terceiro vídeo 9 meses depois, intitulado "Learning ABC Alphabet - Letter "K" — Kangaroo Game". A maioria dos vídeos do canal ensinava o alfabeto, com duração típica de um a dois minutos.

#### ABC KidTV (2013–2018)
Em 2013, após vários anos criando conteúdo para os filhos de Jay Jeon, a Treasure Studio iniciou a era ABC Kid TV, que introduziu uma nova introdução e logotipo para iniciar um novo visual para expandir sua marca. A logo mostrava uma TV com uma joaninha no canto superior esquerdo. O canal começou a remasterizar vídeos mais antigos, seguido por uma transição de vídeos de alfabeto para canções de ninar e vídeos de maior duração. Dentro de alguns anos, o canal introduziu a animação por computador, com seu primeiro personagem 3D sendo usado em "Twinkle Twinkle Little Star" em 8 de abril de 2016. O vídeo apresentava uma estrela voadora 3D guiando personagens 2D pelo céu. No final de 2016, os lançamentos de vídeos de animação 3D tornaram-se mais frequentes e mais longos, com alguns vídeos utilizando tecnologia captura de movimento. A animação e a produção musical continuaram a se modernizar e um elenco recorrente de personagens foi formado antes da reformulação da marca de 2018.[carece de fontes?]

#### Cocomelon (2018–presente)
Em abril de 2019, o The Wall Street Journal estimou a receita anual de publicidade do Cocomelon em US$ 120 milhões. No final de 2020, Cocomelon adicionou conteúdo nas línguas espanhol e português. No início de 2021, também foi adicionado o mandarim, alemão e o árabe.
Nina Reyes, que apareceu pela primeira vez em 2019, ganhou sua própria série, chamada Nina's Familia, uma série bilíngue seguindo o formato do original, com canções educativas e músicas infantis. O spin-off, que teve início em 29 de setembro de 2023, foi destinado tanto às crianças que sabiam espanhol quanto às que não sabiam, e foram tomados cuidados para garantir que a cultura latina ficasse bem representada.
Em julho de 2020, Jeon vendeu sua empresa, Treasure Studio, para a Moonbug, que havia sido fundada apenas dois anos antes. A Moonbug expandiu o canal para mais públicos, fechando acordos com plataformas na Coreia do Sul, China e Europa.

### Mercadoria
Em fevereiro de 2020, o presidente-executivo da empresa anunciou planos de lançar brinquedos baseados nos personagens e mencionou a possibilidade de um longa-metragem. Espera-se que os brinquedos incluam bonecos de pelúcia e veículos de brinquedo, com data de lançamento prevista para o outono de 2020. O envio de alguns brinquedos foi anunciado posteriormente para agosto. Em dezembro, a empresa começou a vender roupas diretamente por meio de seu site.

### Aumento da popularidade
Após nove anos no YouTube, Cocomelon alcançou 1 milhão de inscritos em 16 de maio de 2016. Meio mês depois, o canal atingiu um bilhão de visualizações totais. Os dois anos seguintes continuaram a crescer com quase 400.000 inscritos por mês, para dez milhões de inscritos, e o canal atingiu um total de sete bilhões de visualizações. Eles começaram a aumentar rapidamente com o lançamento de "Yes Yes Bedtime Song", um vídeo em que TomTom tem que usar bichos de pelúcia para fazer JJ se preparar para dormir, que foi lançado em julho de 2017 e se tornou o vídeo mais visto, atualmente com mais de 1 bilhão de visualizações.
Cocomelon teve o segundo maior ganho de assinaturas de canais do YouTube em 2019, com um aumento de mais de 36 milhões, encerrando o ano com 67,4 milhões. Em 2018, o algoritmo do YouTube recomendou o vídeo de Cocomelon "Bath Song + More Nursery Rhymes & Kids Songs" 650 vezes "entre as 696.468 sugestões que o Pew Research Center rastreou", tornando-o o vídeo mais recomendado no YouTube. Em setembro de 2020, esse vídeo recebeu mais de 3,2 bilhões de visualizações no YouTube, tornando-se o 19º vídeo mais visto no site. Além disso, seu segundo vídeo mais popular, "Yes Yes Vegetais Song", recebeu mais de 2,5 bilhões de visualizações, tornando-se o 36º vídeo mais visto no site.
Entre maio e junho de 2019, Cocomelon recebeu 2,5 bilhões de visualizações no total, com média de 83 milhões de telespectadores diários. Comparativamente, os "quatro principais canais de televisão tiveram em média apenas 13 milhões de telespectadores diariamente durante a temporada de TV". Em julho de 2019, o YouTube mudou seu algoritmo depois que a Comissão Federal de Comércio levantou preocupações sobre a segurança infantil. Vários canais infantis foram afetados, incluindo Cocomelon, que "caiu de 575 milhões de visualizações totais na semana anterior à mudança, para 436 milhões na semana seguinte, para 307 milhões na semana seguinte e 282 milhões na semana seguinte".
Em 12 de dezembro de 2020, Cocomelon se tornou o terceiro canal do YouTube no mundo a conseguir 100 milhões de inscritos. Os vídeos do canal também alcançaram popularidade fora do YouTube; em setembro de 2020, a Netflix classificou Cocomelon como seu terceiro programa mais popular. Cocomelon foi classificado em primeiro lugar na lista de programas Netflix da Reelgood para 2020, ficando à frente de The Office e The Queen's Gambit.
Previa-se que o Cocomelon ultrapassaria PewDiePie em algum momento de abril a maio de 2021, tornando-se o segundo canal do YouTube com mais inscritos. Em resposta a isso, PewDiePie lançou "Coco", uma canção ofensiva direcionada ao Cocomelon em 14 de fevereiro de 2021. O vídeo foi removido do YouTube logo após seu lançamento. O YouTube citou sua política de assédio e cyberbullying como o motivo da remoção do vídeo. Dois meses depois, em 25 de abril de 2021, o Cocomelon ultrapassou PewDiePie conforme previsto. A música permanece nas plataformas de streaming.
Cocomelon esteve envolvido no festival Riyadh Season 2021 em Riade, Arábia Saudita, onde as empresas Spacetoon Event e Moonbug Entertainment colaboraram com a Autoridade Geral de Entretenimento da Arábia Saudita para trazer o show Cocomelon Town por 3 meses.
Em 28 de setembro de 2023, a Netflix lançou um teaser de uma nova série original baseada na franquia, intitulada Cocomelon Lane. A estreia na Netflix aconteceu em 17 de novembro de 2023.

## Controvérsias

### Identidade dos proprietários
O site do Cocomelon descreve a empresa como tendo 20 funcionários. Quando o The Wall Street Journal tentou descobrir quem cria os vídeos do Cocomelon, eles não conseguiram entrar em contato com a Treasure Studio, empresa dona do canal. A revista Wired localizou um casal em Irvine, Califórnia, que parecia ter alguns laços com a Treasure Studio, mas não conseguiu confirmar se eram realmente os donos do canal. Em fevereiro de 2020, a Bloomberg Businessweek identificou um casal do Condado de Orange, Califórnia, como proprietários da Treasure Studio e da marca Cocomelon. Em meados de 2020, Cocomelon foi comprado pela empresa Moonbug. Em 2022, a própria Moonbug foi adquirida pela Candle Media, de propriedade de dois ex-executivos da Disney.

### Conteúdo
O The New York Times discutiu o foco do Cocomelon em manter a atenção das crianças. Jordy Kaufman, pesquisador de mídia que dirige o centro de pesquisa Babylab na Universidade de Tecnologia de Swinburne, em Melbourne, Austrália, cita que o efeito do tempo de tela no desenvolvimento infantil é "uma grande questão sem respostas claras".

### Direitos autorais
Em 1º de agosto de 2023, a Moonbug Entertainment recebeu US$ 23,4 milhões em um caso de direitos autorais envolvendo a empresa BabyBus, sediada em Fucheu, acusada de "copiar descaradamente" vídeos do Cocomelon.

## Canais do YouTube
| Nome                                        | Ano de fundação | Número de vídeos | Ativo | Inativo | Número de inscritos | Placas do YouTube | Placas do YouTube | Placas do YouTube | Placas do YouTube | Placas do YouTube |
| ------------------------------------------- | --------------- | ---------------- | ----- | ------- | ------------------- | ----------------- | ----------------- | ----------------- | ----------------- | ----------------- |
| Cocomelon - Nursery Rhymes                  | 2006            | + 1000           | Sim   |         | 167 milhões         | 100.000           | 1.000.000         | 10.000.000        | 50.000.000        | 100.000.000       |
| CoComelon en Español - Canciones Infantiles | 2020            | 632              | Sim   |         | 2.52 milhões        | 100.000           | 1.000.000         |                   |                   |                   |
| CoComelon em Português - Músicas Infantis   | 2020            | 607              | Sim   |         | 2.71 milhões        | 100.000           | 1.000.000         |                   |                   |                   |
| Última atualização: 19 de novembro de 2023  |                 |                  |       |         |                     |                   |                   |                   |                   |                   |